# Asperula boissieri
Asperula boissieri là một loài thực vật có hoa trong họ Thiến thảo. Loài này được Heldr. ex Boiss. mô tả khoa học đầu tiên năm 1888.